# Pterobryopsis acutifolium
Pterobryopsis acutifolium là một loài Rêu trong họ Pterobryaceae. Loài này được (Brid.) Magill miêu tả khoa học đầu tiên năm 1998.